# Eli Snyman

a Compétitions nationales et continentales officielles uniquement.

b Matchs officiels uniquement.
Dernière mise à jour le 4 septembre 2023.
Eli Snyman, né le 25 janvier 1996 à Harare (Zimbabwe), est un joueur zimbabwéen de rugby à XV jouant au poste de deuxième ligne au Benetton Trévise depuis 2023.

## Biographie

### Jeunesse et formation
Eli Snyman naît le 25 janvier 1996 à Harare, au Zimbabwe. Il fréquente la St. John's Preparatory School (en), dans sa ville natale, où il commence à jouer au rugby. En 2009, il est sélectionné pour représenter l'équipe du Zimbabwe des moins de 13 ans lors de la Craven Week, une compétition scolaire sud-africaine.
Il fréquente ensuite le St. John's College (en), toujours dans la capitale zimbabwéenne, et est sélectionné pour représenter le Zimbabwe des moins de 18 ans, à l'occasion de la Craven Week 2014. Il est alors vice-capitaine de l'équipe.
Ses performances lors de cet événement annuel d'une semaine attirent l'attention de la franchise sud-africaine des Bulls, qui lui accorde une bourse pour étudier et jouer au rugby à l'université de Pretoria. En Afrique du Sud, Snyman devient le vice-capitaine des Bulls avant d'être élu Forward of the Year (« Avant de l'année ») de l'équipe des moins de 19 ans des Blue Bulls.

### Débuts de carrière en Afrique du Sud (2016-2019)
En début d'année 2016, Eli Snyman joue avec les UP Tuks, l'équipe universitaire de Pretoria affiliée à l'académie des Blue Bulls, pour la Varsity Cup de la même année. À cette période, il décline la sélection des moins de 20 ans du Zimbabwe pour jouer avec les moins de 20 ans de l'Afrique du Sud et participer au Championnat du monde junior en 2016. Dans cette compétition, il joue tous les matchs des Baby Boks qui terminent à la quatrième place.
Au retour du Mondial, Snyman est intégré dans l'effectif des Blue Bulls pour les qualifications de la Currie Cup 2016. Il fait ses débuts en entrant en jeu lors d'une large victoire 95 à 12 contre les Namibiens des Welwitschias. Moins d'un mois plus tard, il fait ses débuts en Currie Cup Premier Division quand il entre à une quinzaine de minutes de la fin du match contre la Western Province, une victoire 45-26. Il s'agit de son seul match cette saison. Durant la suite de la saison, son équipe atteint la finale de la compétition où elle est battue 36-16 par les Free State Cheetahs.
En 2017, il est retenu dans un groupe élargi pour s'entraîner avec les Bulls en vue de la saison 2017 de Super Rugby. De même l'année suivante pour la saison 2018 de Super Rugby. Il ne joue cependant aucun match pour la franchise durant ces deux saisons et doit attendre la saison 2019 pour enfin faire ses débuts en Super Rugby. Il joue pour la première fois dans la compétition lors de la première journée quand il remplace Jason Jenkins lors d'une victoire 40-3 face aux Stormers. Il joue au total six matchs dans la saison.

### Départ en Europe (depuis 2019)
Après avoir commencé sa carrière en Afrique du Sud, Eli Snyman rejoint l'Europe et s'engage avec le Benetton Trévise à partir de la saison 2019-2020.
À l'issue de la saison 2020-2021, Eli Snyman signe à Leicester, en Premiership,. Pour sa première saison en Angleterre, en 2021-2022, il joue dix-neuf matchs dont treize en tant que titulaire et marque un essai. Son club se qualifie en finale du championnat après avoir éliminé Northampton. En finale face aux Saracens, Leicester s'impose 15 à 12. Snyman ne participe toutefois pas à la rencontre.
En début de saison 2022-2023, il est approché par le staff de l'équipe nationale du Zimbabwe, souhaitant le rallier à l'équipe qui participe aux qualifications pour la Coupe du monde 2023. Cependant, malgré ces avances, Eli Snyman rejette l'offre.
Après deux saisons jouées avec les Tigers, Eli Snyman fait son retour dans son ancien club, le Benetton Trévise, à partir de la saison 2023-2024,. Il s'y engage jusqu'en 2026.

## Palmarès
- Leicester Tigers
  - Vainqueur du Championnat d'Angleterre en 2022